# Nevromus
Nevromus (лат.) — род большекрылых насекомых из семейства коридалид (Megaloptera). Описано 7 видов.

## Описание
Насекомые средних размеров, длина тела 3,0—4,5 см, размах крыльев 7,5—10 см. Голова умеренно уплощённая, умеренно развиты заглазничные кромка, поле и зубцы. Передний край наличника с многочисленными щетинками, посередине слегка вырезан, верхняя губа овальная. Стипес с неясными щетинками, сенсорные подушечки на галеа умеренно развиты. Задние тенториальные ямки изогнутые. Усики чётковидные. Окраска тела палевая, светло-желтая с тёмными кончиками мандибул и четырьмя пятнами на переднеспинке. Крылья прозрачные с тёмными жилками на передних крыльях. В радиальном секторе от 8 до 10 ветвей, последняя с развилкой. М1+2 с 2 или 3 ветвями, М3+4 двуветвистая, CU1 с двумя или тремя жилками, A1 двуветвистая, между R1 и RS от 4 до 5 поперечных жилок. Генитальные папиллы имеются или отсутствуют. Девятые гоностили когтеобразные, отростки десятого тергита цилиндрические, Σ-образно изогнутые или уплощенные, треугольные.

## Распространение
Ареал рода охватывает Южную, Юго-Восточную Азию и Восточную Азию.

## Классификация
Род Nevromus включает 7 видов:
- Nevromus aspoeck Liu, Hayashi & Yang, 2012 — крайний юг Юньнаня (Южный Китай) и север Таиланда;
- Nevromus austroindicus Liu & Viraktamath, 2012 — эндемик горного массива Западные Гаты в Юго-Западной Индии;
- Nevromus exterior Navás, 1927 — юг Китая (Гуанси) и север Вьетнама, Восточная Палеарктика, на север проникает до Дальнего Востока России;
- Nevromus gloriosoi Liu, Hayashi & Yang, 2012 — эндемик острова Калимантан;
- Nevromus intimus (McLachlan, 1869) — Индия;
- Nevromus jeenthongi Piraonapicha et al., 2021 — Таиланд[2];
- Nevromus testaceus Rambur, 1842 — острова Ява, Суматра, Калимантан и близлежащие мелкие острова (Зондский архипелаг).

## Фото
|                                                                              |  |
| Nevromus austroindicus: 1 — общий вид с расправленными крыльями; 2 — голова. |  |